# Omegle
Omegle — веб-сервис, позволявший двум собеседникам общаться в режиме онлайна-чат и видеоконференции. Сервис выбирал собеседников случайным образом. Общение было полностью анонимным: собеседники отображались в конференции как: You (вы) и Stranger (незнакомец).
Основным языком общения на сайте был английский. Особенностью сайта являлось то, что можно указывать свои интересы, и тогда сервис пытался подобрать собеседника с теми же интересом.

## История
Сервис был основан 25 марта 2009 года 18-летним американцем Leif K-Brooks и достаточно быстро завоевал популярность в среде англоязычных пользователей: так, уже менее чем через месяц после открытия число просмотров сайта достигло 150 000.
Первоначально Omegle был текстовым чатом, в котором пользователи случайным образом объединялись в пары и общались как «незнакомцы». Однако в 2010 году Omegle представил видеорежим, дополнивший режим текстового чата, который объединяет незнакомцев, использующих веб-камеры и микрофоны. В видеочате также было встроенное текстовое окно. В 2011 году была представлена бета-версия новой функции «Шпионский режим». В режиме «Шпион» у пользователей было два варианта: быть «шпионом» и задать вопрос двум незнакомцам или обсудить вопрос с другим незнакомцем.
До начала 2013 года сайт не подвергал цензуре материалы с помощью фильтра ненормативной лексики, и пользователи сообщали о том, что они сталкивались с сексуальным контентом в видеочате. После января 2013 года Omegle внедрил «отслеживаемый» видеочат для отслеживания неправомерного поведения и защиты людей младше 18 лет от потенциально опасного контента, в том числе изображений обнаженного тела или сексуального характера.
В 2015 году Omegle внедрил инструмент ReCaptcha, чтобы уменьшить количество ботов на сайте.
В конце 2019 — начале 2020 года Omegle начал критиковать Коммунистическую партию Китая и выразил поддержку протестам в Гонконге 2019-2020, с изображением на первой полосе: «Си Цзиньпин выглядит как Винни-Пух».
8 ноября 2023 года Leif K-Brooks объявил о закрытии сайта Omegle в связи с финансовыми и психологическими проблемами.